# Prohibicja w Stanach Zjednoczonych

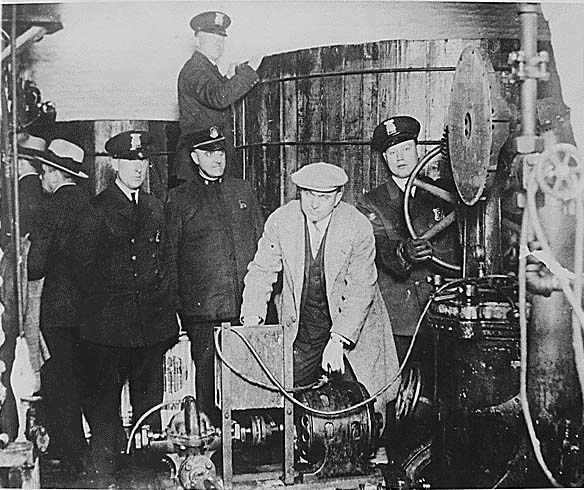
Detroit, policja sprawdza wyposażenie znalezione w podziemnym browarze w okresie prohibicji

Prohibicja w Stanach Zjednoczonych (znana jako „Szlachetny Eksperyment”; ang.The Noble Experiment) – trwała od 1919 do 1933. W okresie tym sprzedaż, produkcja oraz transport alkoholu były zakazane na terenie całego kraju.
Prohibicję wprowadzała 18. poprawka do Konstytucji Stanów Zjednoczonych.
Senat Stanów Zjednoczonych zaproponował tę poprawkę 18 grudnia 1917; poparta przez 36 Stanów, została ratyfikowana 16 stycznia 1919, natomiast wprowadzona w życie została 17 stycznia 1920 roku. Niektóre stany wprowadziły prohibicję zanim 18. poprawka została ratyfikowana.
„Ustawa Volsteada”, jak od nazwiska wnioskodawcy potocznie nazywano Narodową Ustawę o Prohibicji, została uchwalona przez Kongres mimo weta prezydenta Woodrowa Wilsona 28 października 1919 roku i ustaliła definicję prawną alkoholi oraz kary za ich produkcję. Choć ustawa zakazywała sprzedaży alkoholu, jego produkcji i transportu, rząd federalny podjął niewielkie kroki, by ustawa była respektowana. W 1925 roku w Nowym Jorku funkcjonowało od 30 do 100 tys. klubów, w których można było nielegalnie napić się alkoholu.
Po wprowadzeniu zakazu ilość spożywanego alkoholu zmalała, jednak prohibicja doprowadziła do rozprzestrzenienia się organizacji przestępczych i rozkwitu podziemnego handlu. W czasach Wielkiego Kryzysu (1929–1933) ustawa stawała się coraz bardziej niepopularna, szczególnie w dużych miastach. Do czasu Masakry w Dniu Świętego Walentego w 1929, Amerykanie uważali, pomimo niektórych niepowodzeń, że prohibicja działa i przynosi zamierzone efekty.
W dniu 22 marca 1933 roku prezydent Franklin Roosevelt podpisał poprawkę do ustawy Volsteada, zwaną „Cullen-Harrison”, pozwalającą na produkcję i sprzedaż niektórych rodzajów napojów alkoholowych. 5 grudnia 1933 ratyfikowano 21. poprawkę do Konstytucji Stanów Zjednoczonych, która znosiła poprawkę 18. wprowadzającą prohibicję. Tym niemniej, prawo federalne Stanów Zjednoczonych nadal zakazuje produkcji wyrobów spirytusowych bez spełnienia wymogów licencyjnych.

## Historia

### Początki

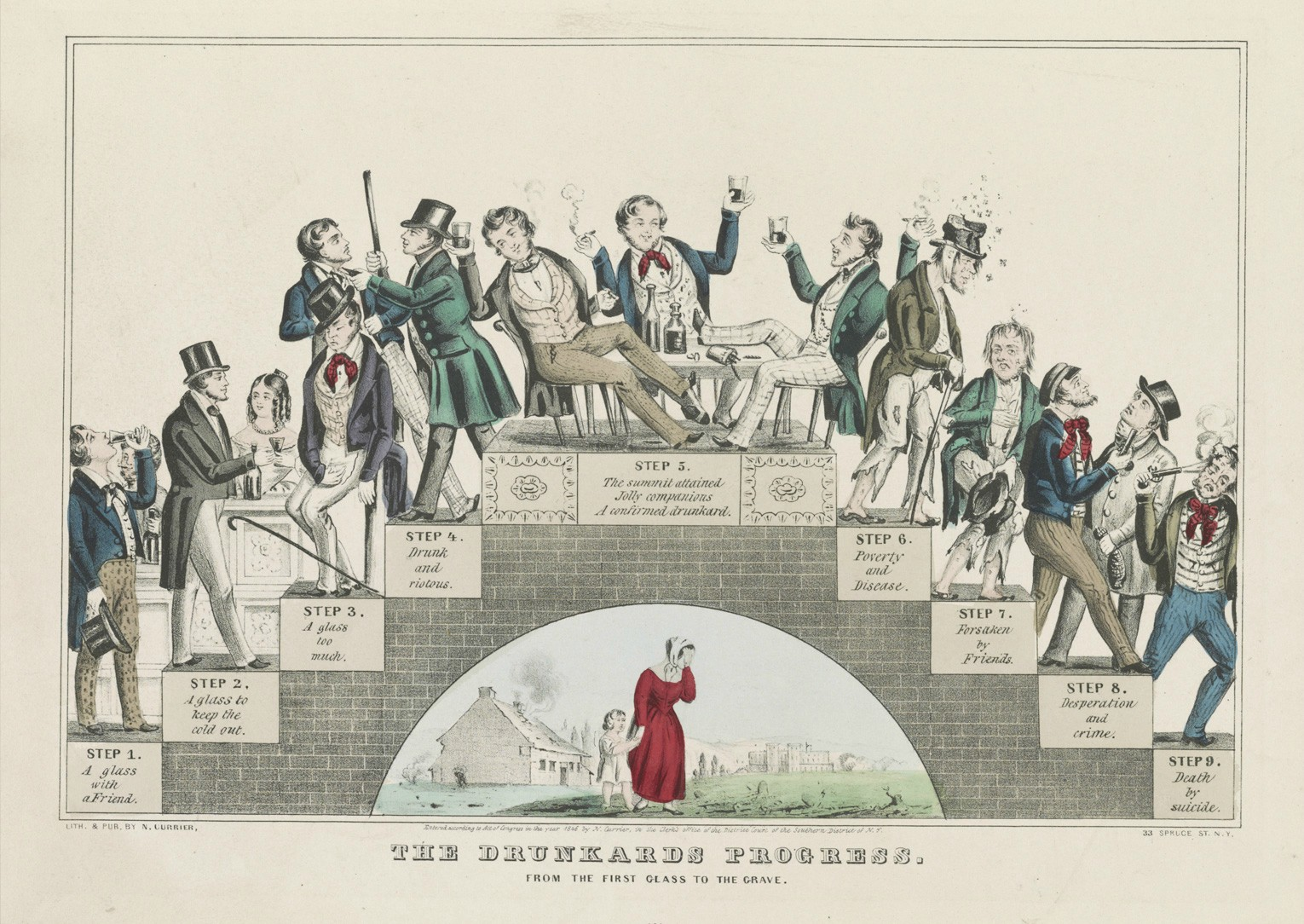
Rozwój pijaka: szkic Nathaniela Curriera wspierający Ruch na Rzecz Wstrzemięźliwości, styczeń 1846

W maju 1657 Sąd Generalny Massachusetts zabronił sprzedaży mocnych alkoholi takich jak: rum, brandy, wino, whisky etc.
Ogólnie rzecz biorąc, nadużywanie alkoholu było w społeczeństwie amerykańskim nieakceptowane. „Pijaństwo było potępiane i karane, lecz wyłącznie jako nadużycie daru danego przez Boga. Picie samo w sobie nie było uważane za karygodne, tak jak żywności nie obwiniono by o grzech obżarstwa. Nadmierne spożycie było osobistą nieroztropnością”.
Jeden z ważniejszych lekarzy końca XVIII wieku, Benjamin Rush, twierdził w 1784 roku, że nadmierne używanie alkoholu jest szkodliwe dla zdrowia fizycznego, jak i psychicznego (wierzył jednak bardziej w ograniczenie spożycia, niż w jego zakaz). Pod wpływem szeroko znanych poglądów Rusha, około 200 rolników w stanie Connecticut założyło w 1789 roku Ruch na Rzecz Wstrzemięźliwości. Podobne stowarzyszenia powstawały w 1800 roku w Wirginii, a w 1808 w Nowym Jorku. W następnej dekadzie powstały kolejne organizacje głoszące wstrzemięźliwość w ośmiu stanach, niektóre z nich były stowarzyszeniami międzystanowymi.
W 1830, przeciętny Amerykanin spożywał 1,7 butelki wysokoprocentowych napojów wyskokowych w tygodniu, trzy razy więcej niż w 2010. Źródła naukowe podają, że w latach prohibicji konsumpcja alkoholu zmniejszyła się o 50%, przyjęcia do szpitali psychiatrycznych z powodu psychozy alkoholowej o 60%, a zatrzymania z powodu stanu nietrzeźwości o 50%; zmniejszyła się też liczba spraw rodzinnych powiązanych z nadużywaniem alkoholu, a liczba przypadków śmiertelnych w związku z zatruciem nielegalnym alkoholem nie wzrosła.

### Rozwój ruchu na rzecz prohibicji
Ruch na rzecz prohibicji (ruch „suchych”) zaczął działać w latach 40. XIX wieku. Przodownikami były pietystyczne nurty chrześcijaństwa, w szczególności metodyści. W późnym wieku XIX, Ruch na Rzecz Wstrzemięźliwości poszerzył zakres swych działań, z abstynencji na wszystkie zachowania i instytucje związane z konsumpcją alkoholu. Duchowni tacy jak Mark A. Matthews utożsamiali bary, w których spożywano alkohol, z prostytucją.

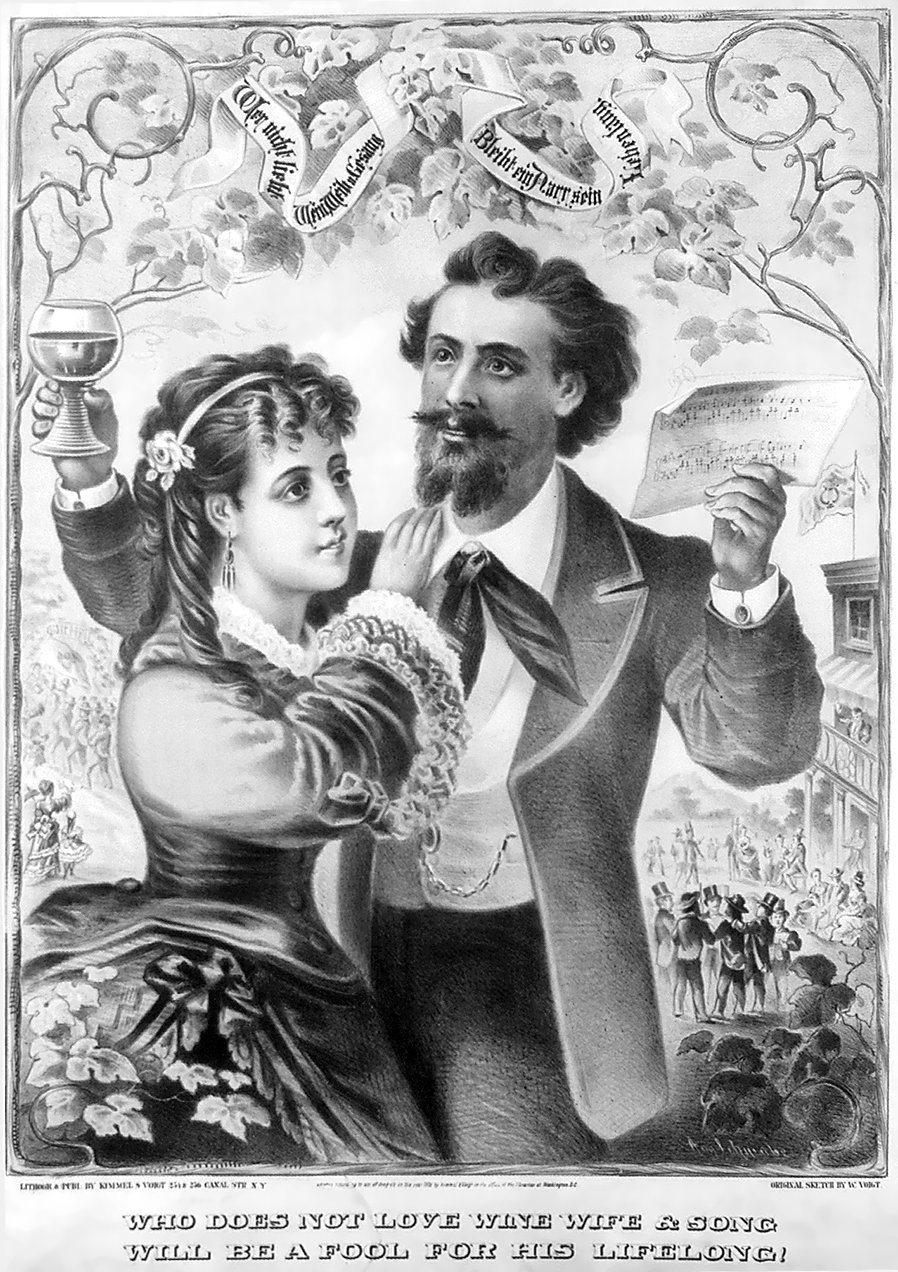
„Kto nie kocha wina, żony i muzyki, będzie głupcem przez całe życie!” – życiowa sentencja niemiecko-amerykańskich imigrantów w 1873 r.

W latach 50. XIX w. ruch odnotował pewne sukcesy, w tym całkowity zakaz wytwarzania i sprzedaży alkoholu wprowadzony w 1851 roku w stanie Maine. Uchylenie tego przepisu nastąpiło w 1856 roku. Ruch szybko tracił siły, a w czasie trwania wojny secesyjnej (1861–1865) został zmarginalizowany.
Kwestia ta została na nowo poruszona wraz z założeniem Partii Prohibicji w 1869 roku i Chrześcijańskiego Związku Kobiet na Rzecz Wstrzemięźliwości, powstałego w 1873 roku. Organizacje te uważały, że najlepszą metodą do osiągnięcia celu jest edukacja. Starano się więc dotrzeć do dzieci, aby one mogły w przyszłości doprowadzić do wprowadzenia zakazu.
W 1881 roku Kansas jako pierwszy stan wyjął spod prawa napoje alkoholowe w Konstytucji, zaś aktywistka Carry Nation zyskała rozgłos za wkroczenie do jednego z barów, zbesztanie ich klientów i zniszczenie siekierą butelek z alkoholem. Założyła także stowarzyszenie „Grupa Carry Nation za prohibicją”. Inni działacze próbowali nawoływać do zaprzestania sprzedaży alkoholu w barach poprzez śpiew i modlitwę. Wiele innych stanów, szczególnie na Południu, także wprowadziło prohibicję.
W erze wzrostu popularności prohibicji (1890–1920), wrogość do saloonów i ich wpływów politycznych stała się powszechna. Czołowe miejsce wśród organizacji prohibicyjnych zaczęła przejmować Liga Antysalonowa, wypierając Partię Prohibicji i Chrześcijański Związek Kobiet na rzecz Wstrzemięźliwości.
Prohibicja była ważnym tematem w polityce państwowej i samorządowej od 1840 roku, aż do lat 1930. Jak pokazują liczne studia, była ona silnie uwikłana w podziały religijne i etniczne społeczeństwa amerykańskiego. Prohibicji żądał tak zwany „suchy” ruch – przede wszystkim pietystyczne odmiany protestantyzmu, zwłaszcza metodyści, Północna Konwencja Baptystów, Południowa Konwencja Baptystów, prezbiterianie, wyznawcy Kościołów Chrystusowych, Kongregacjonaliści, kwakrzy oraz luteranie. Postrzegali oni saloony jako politycznie skorumpowane, a picie alkoholu jako osobisty grzech. Opozycją byli tak zwani „mokrzy” – głównie protestanci liturgiczni (niemieccy luteranie), członkowie Kościoła Episkopalnego, oraz Kościoła rzymskokatolickiego. Katolicy potępili myśl, jakoby rząd miał określać co jest moralne. Nawet w twierdzy „mokrych”, jaką był Nowy Jork, działał ruch na rzecz prohibicji, na czele którego stał kościół norweski oraz Afroamerykańscy działacze związkowi, którzy wierzyli, że prohibicja będzie korzystna dla pracowników, zwłaszcza dla Afroamerykanów. Sprzedawcy herbaty i producenci wód źródlanych także popierali prohibicję, sądząc, że zakaz sprzedaży alkoholu zwiększy zapotrzebowanie na ich produkty.
W 1916 roku podczas wyborów prezydenckich, zarówno kandydat Demokratów Woodrow Wilson, jak i kandydat Republikanów Charles Evans Hughes zignorowali problem prohibicji. W każdej partii istniały frakcje, zarówno „suchych”, jak i „mokrych”, kandydaci omijali ten temat, aby nie zrazić do siebie żadnej części politycznego zaplecza.
W styczniu 1917 roku zwołano 65. Kongres, w którym zwolennicy prohibicji byli w zdecydowanej większości (odpowiednio 140 do 64 w Partii Demokratycznej i 138 do 62 wśród Republikanów). Po przyłączeniu się Stanów Zjednoczonych do I wojny światowej, sformułowano nowe uzasadnienie wprowadzenia prohibicji: zakaz produkcji napojów alkoholowych pozwoliłby na zwiększenie zasobów zboża, które inaczej wykorzystywane byłoby do produkcji alkoholi.

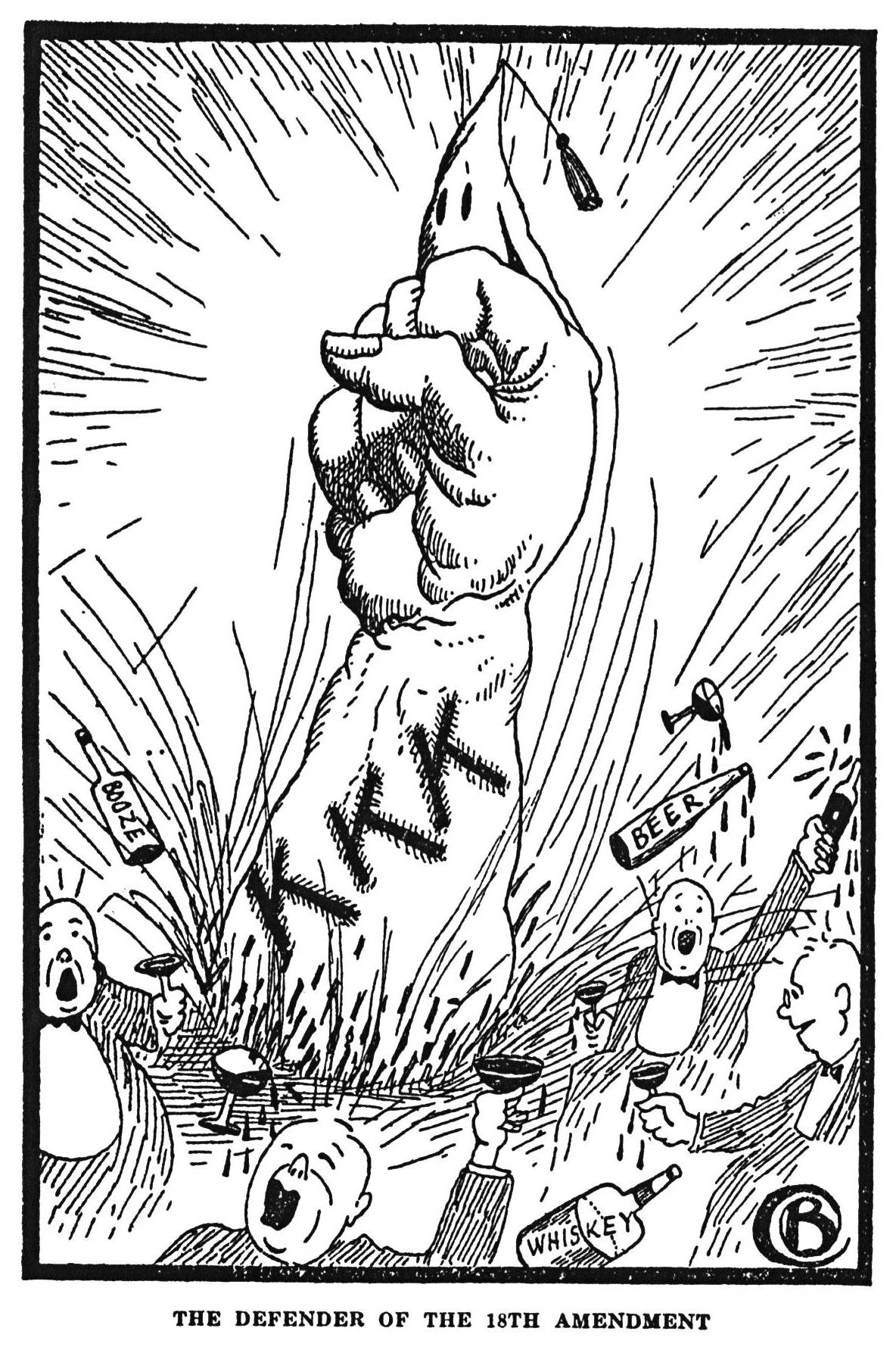
Obrońca 18. poprawki. Za Klansmen: Guardians of Liberty opublikowane w Pillar of Fire Church

Rezolucja wzywająca do podjęcia zmian odnośnie do prohibicji wprowadzona została przez Kongres i uchwalona przez obie izby w grudniu 1917 roku. Do 16 stycznia 1919 roku poprawka została ratyfikowana przez trzydzieści sześć z czterdziestu ośmiu stanów. W dniu 28 października 1919 roku, zmiana została wprowadzona przez zatwierdzenie „Ustawy Volsteada”. Prohibicja zaczęła obowiązywać 17 stycznia 1920 roku, kiedy 18. poprawka do Konstytucji weszła w życie. Na straży nowego prawa czuwało 1520 agentów federalnych ds. prohibicji.
Chociaż wprowadzone prawo było bardzo kontrowersyjne, prohibicja była popierana przez różne grupy społeczne. Zwolennicy uważali, że zakaz wprowadzi ład społeczny i równość szans dla kobiet, Południowców, osób mieszkających na obszarach wiejskich, jak i dla Afroamerykanów. Will Rogers często żartował z południowych prohibicjonistów: „Południe jest suche i będzie głosowało za suchością. A przynajmniej każdy, kto będzie wystarczająco trzeźwy aby dotoczyć się do urn”. Zwolennicy zmian wkrótce stali się pewni siebie i wiedzieli, że ustawa nie zostanie szybko uchylona. Przekonanie to było tak silne, że nawet jeden z jej twórców, Senator Morris Sheppard, zażartował, że jest tyle szans na uchylenie 18. poprawki, jakie są szanse na to, że koliber doleci na Marsa z przywiązanym do ogona pomnikiem Washingtona”.
W tym samym czasie powstały piosenki, które ogłaszały wprowadzenie ustawy. Książę Walii, Edward, kiedy powrócił do Wielkiej Brytanii po wizycie w 1919 roku w Kanadzie, opowiedział ojcu, królowi Jerzemu V, o pieśni którą usłyszał na granicy:

Dwudziestu czterech Jankesów, bardzo spragnionych,

Przeszło przez granice, by się napoić,

Kiedy butelka była już otwarta, Jankes zaczął śpiewać,

Boże błogosław Amerykę, lecz Boże chroń też Króla.

Kwestia prohibicji stała się bardzo kontrowersyjna wśród lekarzy, którzy bardzo często przepisywali alkohol jako lek w celach terapeutycznych. Kongres wysłuchał wystąpień o wartościach medycznych piwa w 1921 roku. Następnie lobby lekarskie zaczęło wnioskować o zniesienie prohibicji na trunki alkoholowe, które także miały zastosowanie lecznicze.
Choć sprzedaż, produkcja i transport alkoholu były nielegalne, 29 paragraf Ustawy Volsteada pozwalał na wytwarzanie w domu wina i cydru z owoców (wyrób piwa był zakazany). Można było wytwarzać do 200 galonów rocznie, uprawiano także winorośle do wytworzenia domowych win. Ponadto jedną z luk w ustawie było to, że faktycznie nie zabraniała ona spożywania alkoholu. Wiele osób zaczęło składować wina i mocniejsze alkohole w drugiej połowie 1919 roku, zanim w styczniu roku następnego sprzedaż alkoholu stała się nielegalna.
Napoje alkoholowe nie były nielegalne w krajach sąsiadujących. Browary i gorzelnie rozkwitły w Kanadzie, Meksyku i na Karaibach, ponieważ ich produkty były spożywane przez odwiedzających te kraje Amerykanów. Znaczna część tej produkcji była nielegalnie przewożona do Stanów Zjednoczonych szczególnie przez rzekę Detroit, która stanowi część granicy między USA a Kanadą. Kontrola nad nią była bardzo trudna, co sprzyjało przemytowi alkoholi. Chicago natomiast stało się rajem dla przemytników, miasto było w tym czasie znane jako miasto szalonych lat dwudziestych. Wielu z najbardziej znanych chicagowskich gangsterów, w tym Al Capone i jego przeciwnik George Moran, zarabiało miliony na nielegalnej sprzedaży alkoholu. Pod koniec dekady Capone kontrolował wszystkie 10 000 barów w Chicago i rządził całym biznesem alkoholowym od Kanady po Florydę. Wiele innych przestępstw w Chicago, w tym kradzieże i morderstwa, miało bezpośredni związek z działalnością przestępczą związaną z prohibicją.

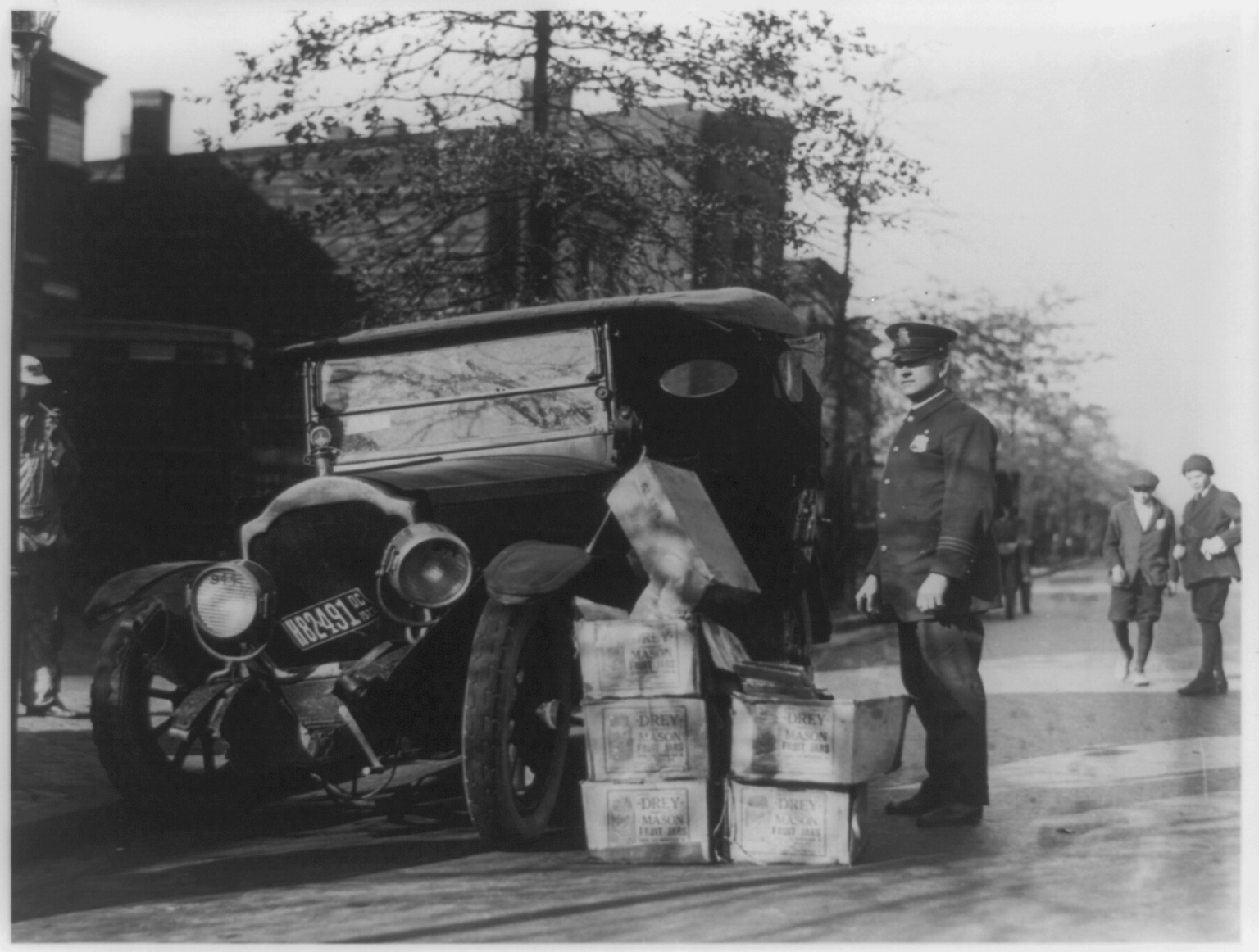
Policjant z wrakiem samochodu i skonfiskowanym bimbrem, 1922.

### Zniesienie prohibicji
Ponieważ prohibicja stawała się coraz bardziej niepopularna, szczególnie w dużych miastach, jej zniesienie było niecierpliwie wyczekiwane. 23 marca 1933 prezydent Franklin Roosevelt podpisał poprawkę do ustawy Volsteada, znaną jako Ustawa Cullena-Harrisona, pozwalającą na składowanie i sprzedaż piw do zawartości alkoholu wynoszącej 3,2% wagi i 4% objętości oraz win lekkich. Pierwotnie ustawa Volsteada definiowała napoje wyskokowe jako te z większą niż 0,5% zawartością alkoholu. Podczas podpisywania poprawki, Roosevelt wypowiedział swoją słynną uwagę: „Myślę, że to dobra pora na piwo”. Ustawa Cullena-Harrisona stała się prawem 7 kwietnia 1933 roku, a 8 kwietnia 1933 roku Anheuser-Busch Inc. wysłał zaprzęg koni Budweiser Clydesdale ze skrzynią Budweisera do Białego Domu. 18. poprawka została uchylona 5 grudnia 1933 roku, wraz z ratyfikacją 21. poprawki do konstytucji Stanów Zjednoczonych. Mimo wysiłków Hebera Granta i Kościoła Jezusa Chrystusa Świętych w Dniach Ostatnich, legislatura Utah pomogła ratyfikować 21. poprawkę. Utah może być uważane za decydujący, 36., stan ratyfikujący poprawkę, dzięki czemu stała się ona prawem. W dniu, w którym Utah zaaprobował poprawkę, zrobiły to również Pensylwania i Ohio.
Prohibicja silnie uderzyła w przemysł alkoholowy i przez to jej zniesienie było dużym krokiem w kierunku polepszenia jednego z sektorów gospodarki. Dobrym przykładem jest tutaj St. Louis. Miasto było jednym z najważniejszych producentów alkoholu przed wprowadzeniem prohibicji, i było gotowe odzyskać swą pozycję możliwie najszybciej. Jego główny browar miał 50 tys. baryłek piwa gotowych do wysłania od 22 marca. Był to pierwszy producent alkoholu, za którym podążyli inni. To umożliwiało powolne odzyskiwanie asortymentu przez sklepy, po uprzednim otrzymaniu licencji. Przywrócenie produkcji piwa umożliwiło znalezienie pracy tysiącom robotników.
Prohibicja utworzyła czarny rynek, który konkurował z legalną gospodarką będącą już pod presją. Roosevelt został wybrany z powodu Nowego Ładu, który obiecywał poprawę gospodarki, która była możliwa tylko, gdy legalna gospodarka będzie zwycięsko konkurować z innymi siłami gospodarczymi, m.in. z czarnym rynkiem z czasów prohibicji. To wpłynęło na wsparcie dla ratyfikacji 21. poprawki, która zniosła 18. poprawkę ustanawiającą prohibicję.
21. poprawka wprost potwierdzała prawo stanów do ograniczania lub zakazywania kupowania lub sprzedaży alkoholu. To prowadziło do niejednolitego prawa, zgodnie z którym alkohol mógł być legalnie sprzedawany w niektórych, lecz nie wszystkich miastach i hrabstwach w obrębie danego stanu. Po zniesieniu 18. poprawki, część stanów kontynuowała prohibicję. Stan Mississippi, uznający alkohol za nielegalny już w 1907 roku, był ostatnim stanem znoszącym prohibicję w 1966 roku. Kansas nie pozwalało na sprzedaż alkoholu do spożycia na miejscu (np. na kieliszki) aż do 1987 roku. Aż do dziś istnieją liczne „suche” hrabstwa i miasta w Ameryce, które ograniczają lub zakazują sprzedaż napojów wyskokowych. Dodatkowo wiele plemiennych samorządów Indian zakazało alkoholu w rezerwatach. Prawo federalne również zakazywało alkoholu w rezerwatach Indian, jednakże to prawo egzekwowane jest tylko w przypadku pogwałcenia lokalnych praw plemiennych dotyczących alkoholu. Prawo federalne zakazujące alkoholu w hrabstwach indiańskich poprzedzało nawet 18. poprawkę. Żadne dodatkowe zmiany w konstytucji nie były potrzebne do uchwalenia tego prawa, ponieważ rezerwaty Indian oraz terytoria federalne zawsze były uważane za obszary bezpośredniego nadzoru federalnego.

### Społeczeństwo

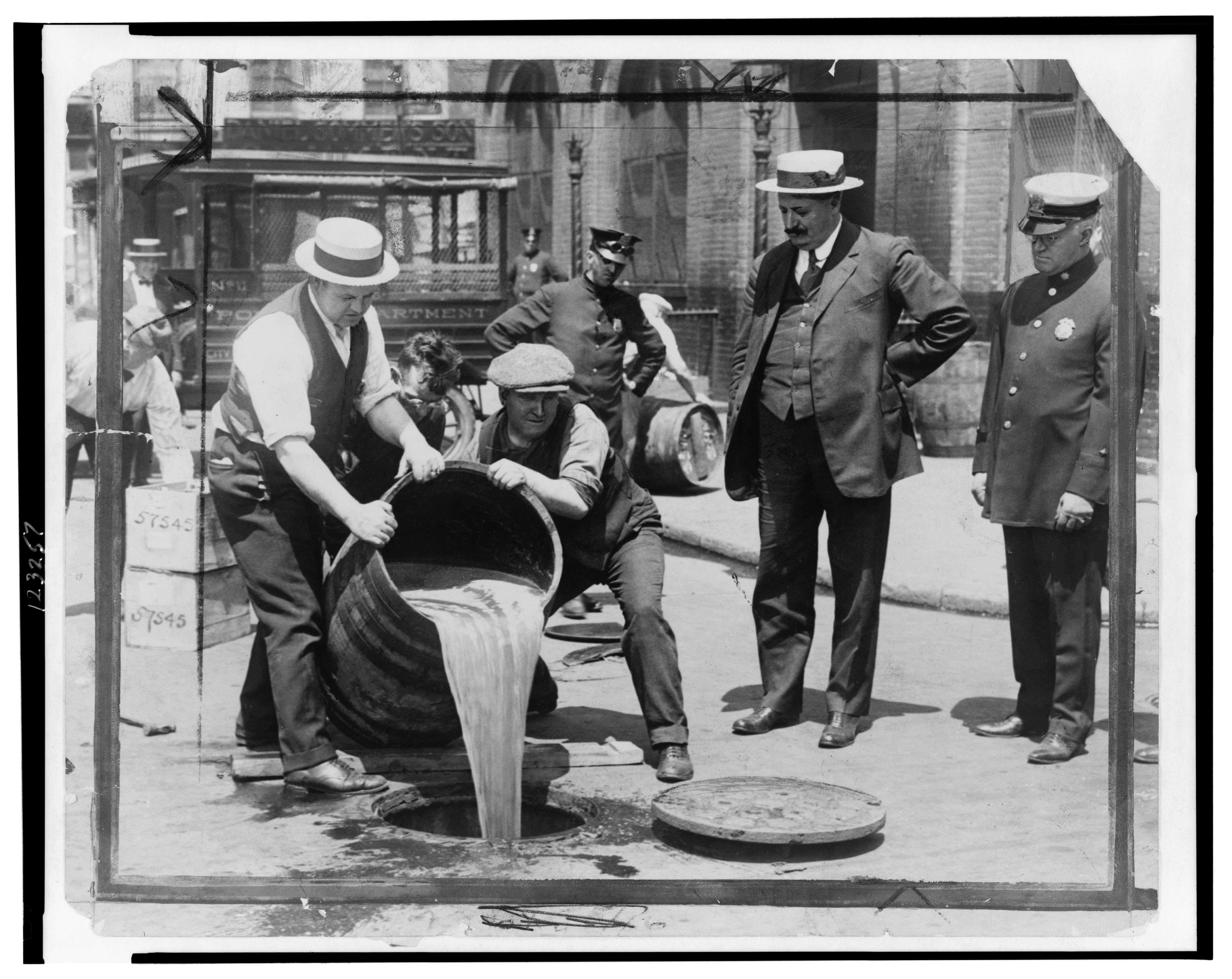
Zdjęcie przedstawiające wylewanie beczek z alkoholem podczas prohibicji

Wiele problemów społecznych zostało przypisanych do czasów prohibicji. Grupy mafijne wcześniej ograniczały swą działalność do kradzieży i hazardu, ale od 1920 rozszerzyły swoją działalność o nielegalne rozprowadzanie alkoholu. Ogromne zyski sprawiły, że czarny rynek alkoholowy gwałtownie rozkwitał. Wszechmocne gangi korumpowały organy ścigania. Mocne alkohole stały się bardzo popularne, ponieważ potencjalnie generowały większe zyski, a to było impulsem do ich przemytu.
Aby zapobiec przemytowi alkoholu z rozlewni, w których używano przemysłowego alkoholu etylowego, rząd nakazał zatruć wszystkie alkohole przemysłowe. W odpowiedzi przemytnicy zatrudniali chemików, którzy z powodzeniem oczyszczali alkohol, by był zdatny do picia. Z kolei Departament Skarbu nakazał producentom, aby dodawali bardziej śmiercionośne trucizny, zwłaszcza alkohol metylowy. Grupa lekarzy z Nowego Jorku ostro sprzeciwiła się takiej polityce, ze względu na niebezpieczeństwo dla życia ludzkiego. Do chwili zniesienia prohibicji, 10 tysięcy osób zmarło z powodu wypicia zatrutego alkoholu.
W czasach prohibicji bardzo popularne było wytwarzanie alkoholu w domu. Sklepy sprzedawały koncentrat z winogron, na którym widniały etykiety ostrzegające o czynnościach, jakich należy unikać, aby zapobiec fermentacji koncentratu na wino. Domowo destylowana wódka określana była mianem „wannowego ginu” (bathtub gin) w miastach północnych, i mianem bimbru (moonshine) na obszarach wiejskich Karoliny Północnej, Karoliny Południowej, Georgii i Tennessee. Ponieważ sprzedaż prywatnie wyrabianych alkoholi była nielegalna i traktowana jako omijanie przepisów podatkowych, domowi producenci byli ścigani przez przedstawicieli prawa. W odpowiedzi przemytnicy alkoholi w południowych częściach kraju zaczęli ulepszać swoje samochody, które choć wyglądały normalnie, miały silniejsze silniki i zawieszenie. Posiadanie takich aut dawało duże szanse na prześcignięcie i ewentualną ucieczkę przed agentami Biura ds. Alkoholu, Tytoniu i Broni palnej (BATF), potocznie zwanych „agentami skarbowymi”. Pojazdy te znane były jako „bimbrowi biegacze” (moonshine runners) lub „lśniący biegacze” (shine runners).
Prohibicja miała także duży wpływ na przemysł muzyczny, w szczególności powiązany z jazzem. Lokale, gdzie można było wypić alkohol, stały się bardziej popularne, a w czasach Wielkiego Kryzysu, który spowodował migracje, muzyka jazzowa rozproszyła się po całym kraju. Ruch rozpoczął się w Nowym Orleanie i przemieszczał się na północ do Chicago i Nowego Jorku. Był to czas rozkwitu różnych stylów muzycznych w wielu miastach. Jazz, dzięki wprowadzeniu urządzeń rejestrujących, stał się bardzo popularny, doprowadził też do pewnej integracji Afroamerykanów z białymi obywatelami.
Koszt wprowadzenia w życie prohibicji był bardzo wysoki, a brak wpływów z podatków na alkohol (około 500 mln dolarów rocznie) nadszarpnął budżet państwa. Po uchyleniu 18. poprawki, do którego doszło w 1933 roku, organizacje przestępcze straciły prawie cały rynek sprzedaży alkoholu w większości stanów ze względu na konkurencję z legalnymi sklepami, które sprzedawały tanio alkohol.
Prohibicja odbiła się także mocno na przemyśle piwowarskim w Stanach Zjednoczonych. Kiedy unieważniono zakaz, tylko połowa browarów zaistniała ponownie. Lata po zniesieniu prohibicji ukształtowały piwowarski rynek amerykański aż do dziś. Historycy wina wskazują także, że prohibicja zaszkodziła początkującemu wówczas amerykańskiemu rynkowi winiarskiemu. Winorośle wysokiej jakości zostały zastąpione przez uprawy winogron o zdecydowanie grubszych skórkach, które można było łatwiej transportować. Wielu specjalistów od produkcji wina wyemigrowało do krajów, w których prohibicja nie obowiązywała.
Kiedy prohibicja dobiegała końca, niektórzy zwolennicy otwarcie przyznawali się do porażki. W 1932 bogaty przemysłowiec John D. Rockefeller Jr. napisał:
Kiedy prohibicja została wprowadzona, miałem nadzieję, że będzie szeroko wspierana przez opinię publiczną i wkrótce przyjdzie ten dzień, kiedy zło wywołane przez alkohol zniknie. Powoli i niechętnie zaczynam wierzyć, że to się nigdy nie spełni. Zamiast tego, picie alkoholu powszechnie wzrosło, knajpy zastąpiły salony, pojawiła się ogromna armia przestępców, wielu naszych najlepszych obywateli otwarcie ignorowało prohibicję, szacunek do prawa został znacznie nadszarpnięty, a przestępczość osiągnęła poziom, jakiego nigdy wcześniej nie widzieliśmy.
Niektórzy historycy zauważyli, że przemysł alkoholowy zaakceptował mocniejsze regulacje prawne kilkadziesiąt lat po uchyleniu prohibicji, aby zmniejszyć ryzyko, że prohibicja powróci.

## Produkcja wina w czasach prohibicji
Volstead Act pozwalał farmerom na produkcję „soku z wina” pod warunkiem, że ów „sok” był wyłącznie do użytku własnego. Skoncentrowane wino po odparowaniu wody sprzedawane było jako „cegły winne” (bricks of wine), czasami nazywane także „blokami winnymi” (blocks of wine). W odpowiedzi na zapotrzebowanie na sok winogronowy hodowcy winorośli w Kalifornii zwiększyli powierzchnię swoich upraw o 700% w ciągu pierwszych pięciu lat obowiązywania zakazu. Soki powszechnie sprzedawane były pod nazwami „cegły Wina Reńskiego”, „bloki Porto” itd. wraz z ostrzeżeniem: „Po rozpuszczeniu cegły w galonie wody nie ustawiać dzbana w szafie przez dwadzieścia dni, gdyż wtedy zamieni się w wino”. Jeden z producentów „cegieł winogronowych” sprzedawał dziewięć odmian: porto, Virginia Dare, Muscatel, Angelica, Tokaj, Sauterne, Riesling, Claret i Burgundia.

## Wizerunek w mediach
- 1932 – Człowiek z blizną, film ukazujący życie Tony’ego Camonte w czasach prohibicji, oraz jego upadek.
- 1932 – Końskie pióra, film z udziałem braci Marx, ukazujący słynną scenę w jednej z knajp z czasów prohibicji.
- 1959 – Pół żartem, pół serio, komedia z udziałem Marilyn Monroe.
- 1984 – Dawno temu w Ameryce, film ukazujący historię pięciu dorastających chłopców w czasach prohibicji.
- 1987 – Nietykalni, film przedstawiający kronikę okresu prohibicji i wysiłki agentów by egzekwować prawo w tym czasie w Chicago.
- 2012 – Gangster, film oparty na wspomnieniach, osadzony w realiach wiejskiej Ameryki, w stanie Wirginia.

### Telewizja
- Serial telewizyjny Nietykalni ukazujący wiele prawdziwych historii z czasów prohibicji w Chicago i kampanii działającej przeciwko haraczom za czasów Eliota Nessa.
- Serial telewizyjny Zakazane imperium, pokazujący poziom korupcji w wyższych szczeblach administracji miejskiej w czasach prohibicji.